# Wspólnota administracyjna Aalen
Wspólnota administracyjna Aalen – wspólnota administracyjna (niem. Vereinbarte Verwaltungsgemeinschaft) w Niemczech, w kraju związkowym Badenia-Wirtembergia, w rejencji Stuttgart, w regionie Ostwürttemberg, w powiecie Ostalb. Siedziba wspólnoty znajduje się w mieście Aalen, przewodniczącym jej jest Martin Gerlach.
Wspólnota administracyjna zrzesza jedno miasto i dwie gminy wiejskie:
- Aalen, miasto, 66 113 mieszkańców, 146,48 km²
- Essingen, 6 371 mieszkańców, 58,50 km²
- Hüttlingen, 5 864 mieszkańców, 18,71 km²